# Amanda Bingson
Amanda Yvette Bingson (* 20. Februar 1990 in Victorville) ist eine US-amerikanische Hammerwerferin.
Bei den Olympischen Spielen 2012 in London schied sie in der Qualifikation aus.
2013 wurde sie Zehnte bei den Weltmeisterschaften in Moskau, 2014 Zweite beim Continentalcup in Marrakesch und 2015 Neunte bei den Weltmeisterschaften in Peking.

## Persönliche Bestleistungen
- Hammerwurf: 75,73 m, 22. Juni 2013, Des Moines (Nordamerikarekord)
- Gewichtweitwurf (Halle): 22,42 m, 22. Februar 2014, Albuquerque